# Clive Cussler
Clive Eric Cussler (15. července 1931, Aurora – 24. února 2020, Paradise Valley) byl americký spisovatel a podmořský průzkumník. Psal zejména dobrodružnou literaturu a thrillery. Jeho dílo je rozčleněno do několika sérií, z nichž nejznámější je ta, jejímž hlavní hrdinou je oceánograf Dirk Pitt. Sérii tvoří 27 románů, jež vyšly v letech 1976 až 2023, dva z nich posmrtně. Jeho knih se prodalo přes 100 milionů výtisků. Byly přeloženo do více než 40 jazyků. V roce 1979 založil nevládní neziskovou organizaci Národní agentura pro podvodní a námořní činnost. Až do své smrti byl jejím předsedou. Tuto organizaci si vysnil již před jejím založením ve svých románech. V realitě objevila více než 60 vraků lodí a jiných objektů, včetně parníku Carpathia.

## Život
Jeho otec pocházel z Německa a předkové jeho matky byli z Anglie. Ve svých pamětech The Sea Hunters: True Adventures with Famous Shipwrecks Cussler prozradil, že jeho otec sloužil v německé císařské armádě na západní frontě během první světové války. Navíc jeden z Cusslerových strýců se stal za první světové války leteckým esem, když sestřelil 14 spojeneckých letadel. Po střední škole se Cussler přihlásil do letectva Spojených států a zúčastnil se bojů korejské války. Byl za to povýšen na seržanta. Po propuštění z armády začal pracovat v reklamním průmyslu, nejprve jako copywriter a později jako kreativní ředitel. Psát beletrii začal v roce 1965. Zpočátku šlo o konvenční námořní thrillery, avšak postupně v jeho díle vykrystalizoval specifický model dobrodružného románu, který kombinuje alternativní historii (např. Abraham Lincoln nebyl zavražděn, ale unesen), špionážní drama, užívání zázračně pokročilé techniky (až s prvky sci-fi), boj s démonickými padouchy a klasická dobrodružství - obvykle hledání potopených lodí nebo pokladů. Hlavní hrdina Dirk Pitt bývá označován za směs Doca Savage, Jamese Bonda a Indiana Jonese. Zápletky bývají někdy označovány za bizarní a nedbající úzkostlivě o realismus. Úspěch jeho knih mu dovolil stát se sběratelem automobilových veteránů. Ty jsou dnes vystaveny v Cusslerově muzeu v Arvadě v Coloradu.